# تشارلز ويليام مونرو
تشارلز ويليام مونرو هو سياسي كندي، ولد في 15 مارس 1864، وتوفي في 27 يناير 1919.